# Nils Westermark
Nils Johan Hugo Westermark, född 9 september 1892 i Stockholm, död 24 januari 1980 i Stockholm, var en svensk docent och överläkare inom radiologin. Han var även seglare och blev olympisk silvermedaljör i Stockholm 1912.
Westermark var underläkare på Radiumhemmet (1922–1923), läkare vid röntgenavdelning på Sankt Eriks sjukhus (1922–1929) och därefter överläkare vid Sankt Görans sjukhusets röntgen och ljusavdelning. Därefter var han verksam inom radiologin vid Karolinska institutet. 
Westermark var sedan 1952 bosatt i Villa Lido på Norra Djurgården och under många år ordförande i Djurgårdens hembygdsförening där han gjorde omfattande forskningar i Djurgårdens historia.
Westermark var även passionerad seglare, bland annat för KSSS. Han blev olympisk silvermedaljör vid Olympiska sommarspelen 1912 i Stockholm. Nils Westermark är begravd på Norra begravningsplatsen utanför Stockholm.